# 로코 (래퍼)
로드니 라몬 힐 주니어(Rodney Ramone Hill, Jr., 1979년 12월 28일 ~ )는 흔히 로코 (Rocko)로 잘 알려진 미국 조지아주 애틀랜타 출신의 래퍼이자 배우이다. 2008년 3월 18일, 그는 첫 데뷔 정규 음반인 Self Made를 발매하였고, 빌보드 200 차트에서 21위를 기록하였고, 탑 R&B/힙합 앨범 차트에서 6위, 탑 랩 앨범 차트에서 3위를 기록하였다. 이 음반의 수록곡인 "Umma Do Me"는 빌보드 핫 100 차트에서 66위를 기록하였다. 2013년에는 릭 로스와 퓨처가 함께한 곡인 "U.O.E.N.O." 가 빌보드 핫 100 차트에서 20위를 기록하였으며, 위즈 칼리파, 에이셉 라키, 켄드릭 라마 등 많은 뮤지션이 이 노래의 리믹스에 참여하였다.
그는 또한 퓨처의 레이블로도 유명한 A1 레코딩스 (A1 Recordings)의 사장이기도 하다.